# 基督徒
基督徒（Christian）是相信耶穌是基督及神的兒子、並跟從其教導的人，現泛指教會的成員，包括天主教會信徒、東正教會信徒、新教信徒、獨立教會信徒在內的基督教各宗派人士，部分信奉基督教但不加入任何基督教教派或教會的信徒，亦可被稱或自稱為基督徒。截至2016年，全世界基督徒約有24億人。此名稱出自《新約聖經》，其原始寫作所用的通用希臘語稱這些人為（Χριστός），意思是“跟從基督的人”。
「基督徒」一詞多次出現在《新約聖經》的書信部分，例如在《使徒行傳》第11章第26节、第26章第28节與《彼得前書》第4章第16节：從安提阿的教會聚集起首，他們被稱為基督徒；及後，希律亞基帕二世曾對保羅表示，「保羅少許的說話，便叫亞基帕作基督徒嗎！」。《彼得前書》裡，彼得把「基督徒」與「受苦」連在一起，也指出「基督徒受苦，不是羞恥，而是榮耀上帝的事」。在保羅傳教時代，基督徒較常以「聖徒」自稱。聖經《馬太福音》第28章第19-20节提到耶穌給基督徒的大使命，「所以你們要去、使萬民作我的門徒、奉父、子、聖靈的名、給他們施洗。〔或作給他們施洗歸於父子聖靈的名〕凡我所吩咐你們的、都教訓他們遵守。我就常與你們同在、直到世界的末了。」

## 歷史

### 名稱的來源

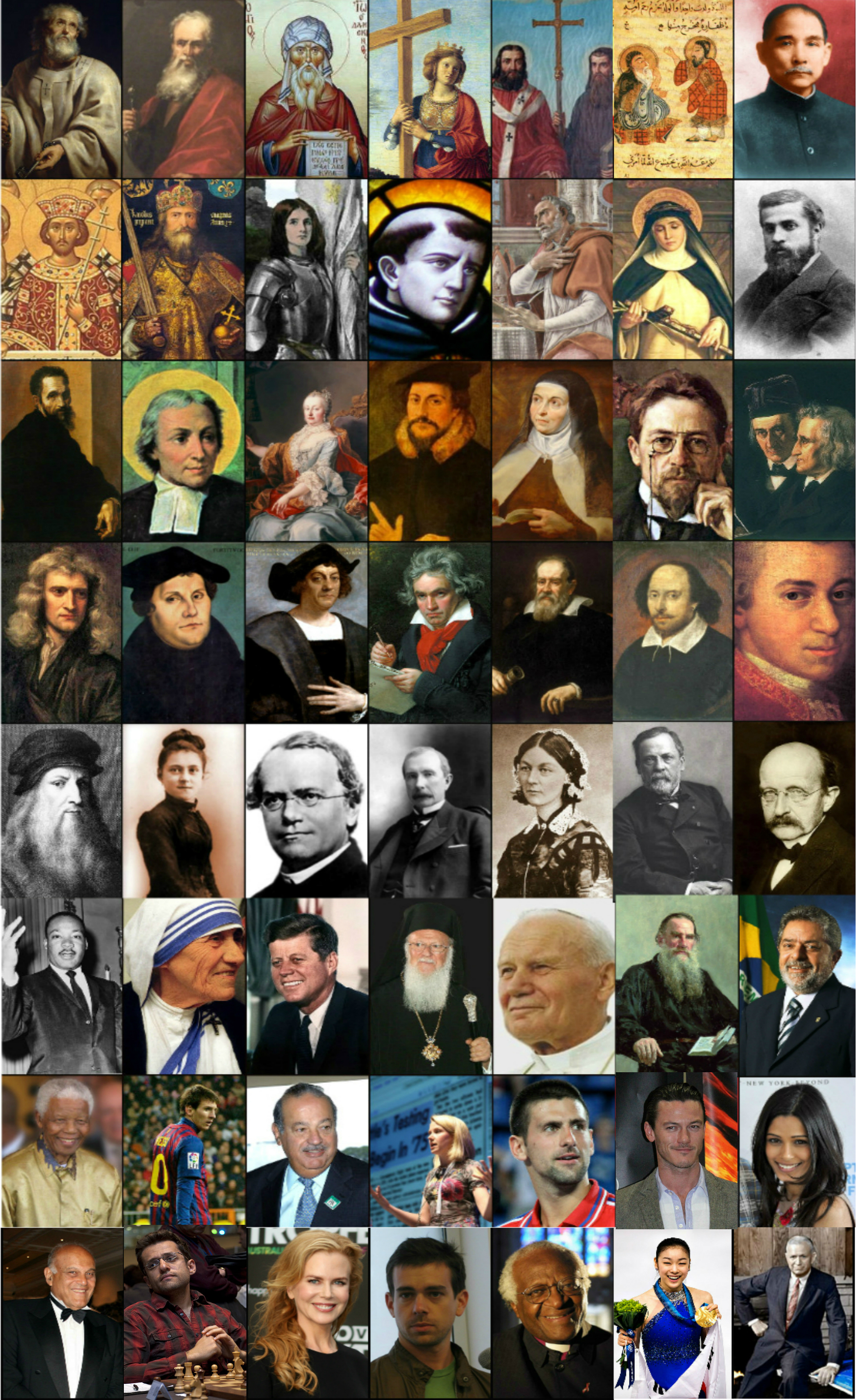
基督徒

公元44年左右，耶穌基督的忠貞跟從者開始以「基督徒」這個名稱為人所知。早期有些人認為，「基督徒」這個名稱是由外人懷着貶意稱呼他們的。可是，好些《聖經》詞典編者和注釋家卻指出，《使徒行傳》第11章第26节所用的動詞含有受上帝指引或啟迪的意思。因此，這節經文在《聖經和合本》譯作：“門徒稱為基督徒是從安提阿起首。”到公元58年，甚至羅馬帝國官員也熟知「基督徒」這個名稱。
耶穌基督的使徒仍然在世的日子，基督徒這個名稱的確獨特而具有識别作用。所有以基督徒自居，但行為或信仰卻與基督的教訓相背的人，均被逐出基督徒群體之外。可是新約聖經記載使徒們去世以後，撒但便趁機撒下一些産生假基督徒的種子。這些冒充信徒的人也自稱為基督徒。

### 中國的基督徒
早於唐朝時，已自波斯（今伊朗）傳大秦景教入中國，現流傳大秦景教流行中國碑。清朝未年，在中國的基督徒被稱為「教民」；由於某些不平等因素（例如教案），導致義和團的出現。義和團與教民衝突導致雙方多人死亡。
1949年中华人民共和国建立后，由于政府推行國家無神論政策(state atheism)，加上中共擔心有組織性的宗教通過外部勢力介入中國大陸的政治（如聽命于羅馬教廷聖座的天主教會），加上政治運動及文化大革命等政治因素，宗教活動曾受到嚴厲打壓和限制，所有宗教的寺廟和教堂主持人都由官方雇用與規範，如三自教會，也有一些不受官方規管的地下教會。而仍受中華民國政府統治的臺灣，在相對自由的宗教環境下，基督教有相當彈性的發展。

### 日本的基督徒

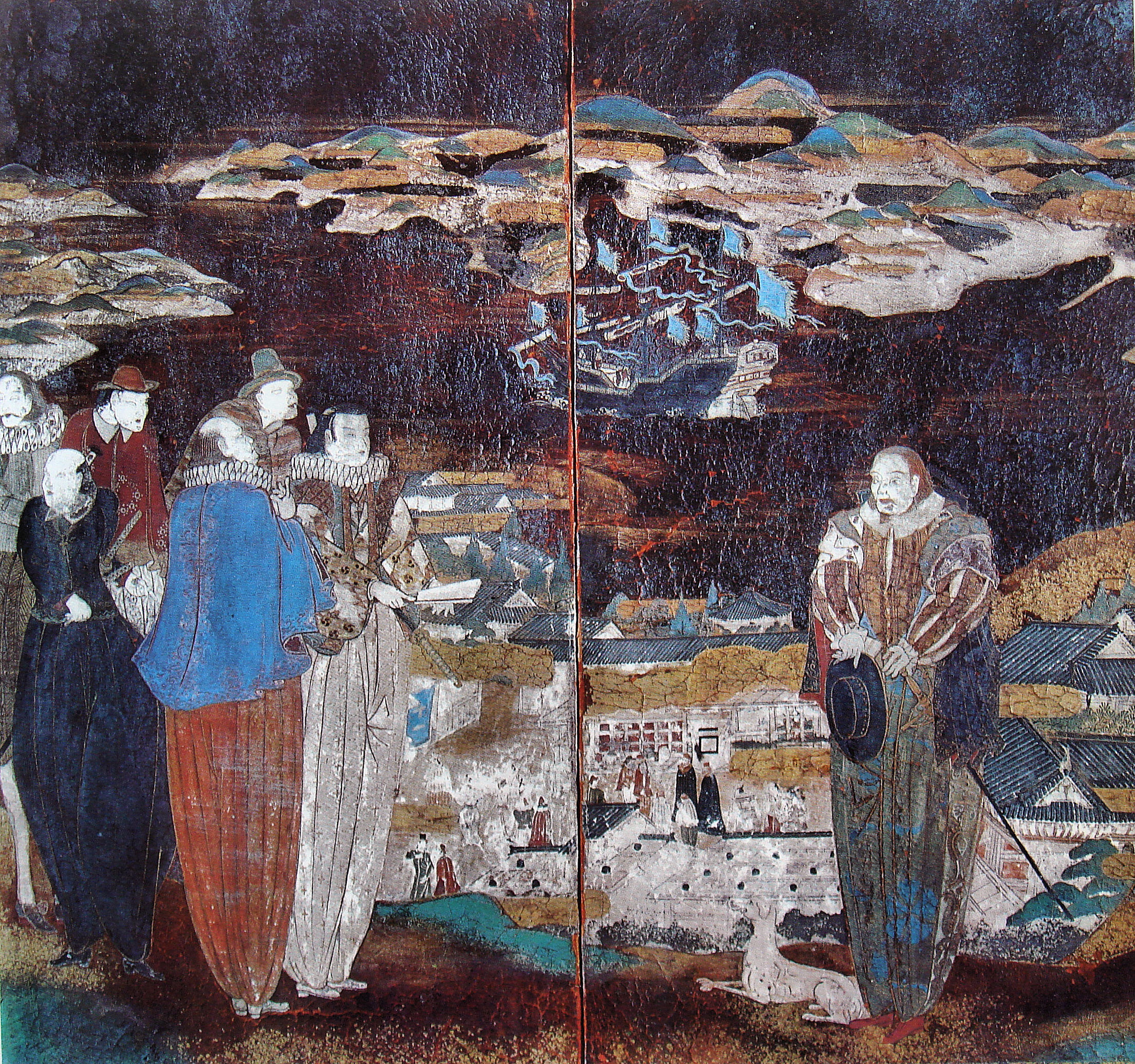
江戶時代的吉利支丹

吉利支丹是日本戰國時代、江戶時代乃至明治初期對國內基督徒的稱呼。該詞源於葡萄牙語。

## 成為基督徒的定義
一些傳統的基督教教會如天主教會、浸信會及福音派等教會認為教徒經過受洗後，就正式成為基督徒，並能領受聖餐。然而，一些教會認為基督徒是要真正的有經歷到主，且口裡承認、心裡相信並在世人面前作見證，就是受浸。這樣還不表示有真正與主交通過，所以，基督徒並不是相信一個宗教，一個規條，而是相信有一位救主，基督。

## 其他名稱
基督徒之間有些特別的相稱，如「弟兄」、「姊妹」、「教友」、「信友」、「會友」等。但有基督徒認為，根據《聖經》，基督徒最好以弟兄姊妹相稱，不適合使用「教友」或「會友」。

## 對基督徒定義的常見誤解
由於新教在漢語語境經常被直接稱為「基督教」，而新教信徒大都自稱或被稱為基督徒，因此不少人以為只有新教信徒是基督徒。然而，天主教徒及東正教徒同樣相信耶穌為救主，也是基督徒。

## 參考文獻

新教信徒全球比例

東正教徒全球比例

其他基督徒全球比例

## 人口統計

基督徒全球比例（包括天主教徒，新教信徒，東正教徒及其他基督徒）

天主教徒全球比例

| 地區                  | 基督徒        | % 基督徒比例 |
| --------------------- | ------------- | ------------ |
| 歐洲                  | 558,260,000   | 75.2         |
| 拉丁美洲–加勒比海國家 | 531,280,000   | 90.0         |
| 撒哈拉以南非洲        | 517,340,000   | 62.9         |
| 亞太區                | 286,950,000   | 7.1          |
| 北美洲                | 266,630,000   | 77.4         |
| 中東–北非             | 12,710,000    | 3.7          |
| 全球                  | 2,173,180,000 | 31.5         |

| 教派   | 基督徒        | %基督徒比例 |
| ------ | ------------- | ----------- |
| 天主教 | 1,094,610,000 | 50.1        |
| 新教   | 800,640,000   | 36.7        |
| 正教   | 260,380,000   | 11.9        |
| 其他   | 28,430,000    | 1.3         |
| 全部   | 2,184,060,000 | 100         |